# Synoicum kerguelenense
Synoicum kerguelenense är en sjöpungsart som först beskrevs av Hartmeyer 1911.  Synoicum kerguelenense ingår i släktet Synoicum och familjen klumpsjöpungar. Inga underarter finns listade i Catalogue of Life.